# Armadillidium mohamedanicum
Armadillidium mohamedanicum är en kräftdjursart som beskrevs av Karl Wilhelm Verhoeff 1929. Armadillidium mohamedanicum ingår i släktet Armadillidium och familjen klotgråsuggor. Inga underarter finns listade i Catalogue of Life.